# Huracán Andrés (2009)
El Huracán Andrés fue un ciclón tropical que bordeó la costa suroeste de México en junio de 2009, concretamente la costa de los estados de Guerrero, Michoacán, Colima, Jalisco y Nayarit. El 21 de junio, Andrés adquirió dicha denominación y la categoría de tormenta tropical cuando se localizaba a 325 km al sur de Zihuatanejo, Guerrero. Durante la tarde del 23 de junio, Andrés alcanzó la categoría 1 de Huracán, sin embargo, unas horas después se degradó a tormenta tropical. Andrés fue el segundo ciclón tropical, la primera tormenta tropical y huracán que se forma en la Temporada de huracanes del Pacífico de 2009.

## Historia meteorológica
Una pequeña área de circulación se formó frente al golfo de Honduras. Se organizó gradualmente y el 21 de junio el CNH de Miami anunció que la Depresión tropical Dos-E se había desarrollado cerca de la costa sudoccidental de México. En las primeras horas del 22 de junio, la Depresión tropical Dos-E se intensifica a Tormenta tropical Andrés, la primera de la temporada 2009 y la segunda tormenta nombrada más tardía, después de la Tormenta tropical Ava, nombrada el 1 de julio en la temporada de huracanes del Pacífico de 1969.
Pasado el mediodía del 23 de junio, concretamente a las 2:00 p. m. Tiempo del Pacífico, datos de un avión de reconocimiento meteorológico, afirmaron que Andrés se había intensificado a huracán de categoría 1 EHSS. Sin embargo, seis horas después, Andrés disminuyó su intensidad a tormenta tropical.

## Preparativos e impacto

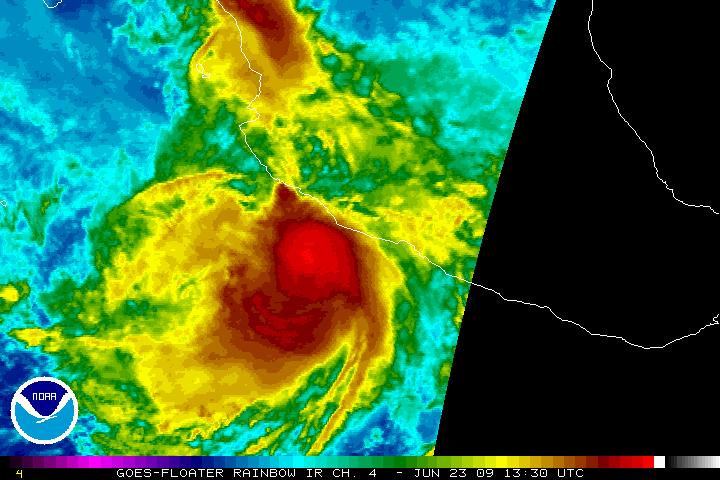
Imagen satelital infrarroja de Andrés cerca de la costa mexicana.

### México
La mañana del 22 de junio, el Sistema Nacional de Protección Civil de la Secretaría de Gobernación estableció la alerta Verde en los estados de Guerrero, Michoacán, Colima y Jalisco, así como la alerta Azul en Nayarit e Islas Marías. Ante la cercanía del sistema a las costas de Guerrero, el 22 de junio fueron suspendidas las actividades escolares en las ciudades de Zihuatanejo y Acapulco. En este último, el Gobierno de Guerrero habilitó 21 albergues y el puerto fue cerrado a la navegación menor, además se restringió el acceso a la playa debido al alto olaje.

#### Chiapas
Durante el origen como sistema de baja presión y desarrollo a tormenta tropical, Andrés provocó precipitaciones que superaron los 160 mm en las regiones Sierra, Soconusco e Istmo-Costa del estado de Chiapas. El río Zanantenco provocó inundaciones en viviendas y tierra de cultivo aledañas, así también el nivel de la marea. Por otra parte, se suscitó un derrumbe cerca del ejido Águila que alcanzaron 5.400 m³ de roca y arcilla que sumó una altura de seis metros.

#### Guerrero
Previamente a que Andrés alcanzara la categoría de depresión tropical, la formación del sistema provocó intensas lluvias en el estado de Guerrero durante los días 19, 20 y 21 de junio, particularmente en la costa de dicha entidad. En la carretera Federal 200, en su tramo Acapulco-Pinotepa Nacional de la Costa Chica del estado, la lluvia acompañada del viento propició la caída de quince árboles. En el municipio de Acapulco, se reportó la caída de dos árboles que dañaron dos vehículos así como diversos espectaculares. De igual manera, en el puerto más de 50 viviendas de la Unidad Habitacional denominada  Casas Ara en Llano Largo presentaron inundaciones que superaron un metro de altura, por lo que el Gobierno de Guerrero, se vio en la necesidad de llevar a cabo el desalojo y traslado de más de 50 familias de dicho complejo habitacional a un albergue. Al siguiente día, el 23 de junio, Protección Civil Estatal evacuó a 200 personas pertenecientes a las colonias Llano Largo, Arbolada Cardenista y de la Unidad Habitacional Casas Ara y las trasladó a un albergue habilitado en un colegio de la ciudad. Las colonias y fraccionamientos de la ciudad y alrededores que resultaron con mayores afectaciones fueron la Apolonio Castillo, Cayaco, la Postal, Zapata, Campo de Tiro, Luis Donaldo Colosio, la Marquesana, Marroquín y Nueva Era. En esta última se colapsaron dos viviendas. En Pie de la Cuesta, el ascenso de la marea afectó de forma considerable a los restaurantes establecidos en la playas del lugar. Por otro lado, en La Venta y La Sabana, doce techos colapsaron.
Como consecuencia de las intensas lluvias y fuertes vientos en la Costa Grande de la entidad, en el municipio de Técpan de Galeana, en la playa de la comunidad de Rancho Alegre del Llano, una persona murió al ser arrastrada por las corrientes del mar cuando se encontraba pescando. Por otra parte, en el municipio de Atoyac de Álvarez, en la comunidad de Cerro Prieto, 350 personas quedaron damnificadas. De igual manera, en los caminos que comunican a las poblaciones de San Vicente de Jesús-San Vicente de Benítez y La Soledad-El Paraíso en dicho municipio, hubo cortes que incomunicaron el tránsito vehicular. En la comunidad de La Soledad, las intensas lluvias acompañadas con granizo afectaron a 38 viviendas, cosechas de café y terrenos de cultivo en la región.